# Шеховцов Олексій Дмитрович
Шеховцо́в Олексі́й Дми́трович  (нар. 10 березня 1957, Краматорськ, Донецька область) — український політичний та громадський діяч, народний депутат України І, ІІ, ІІІ скликань (1990—2002 роки), адвокат.

## Освіта
1974 року закінчив середню школу із золотою медаллю (СШ № 26, м. Краматорськ). У 1980 році закінчив з відзнакою Харківський авіаційний інститут ім. М. Є. Жуковського за спеціальністю «прикладна математика», інженер-математик. У 1996 роках закінчив юридичний факультет Київського університету ім. Т. Г. Шевченка за спеціальністю «правознавство», юрист.

## Життєпис

### Інженерні посади (1980—1991)
Після здобуття першої вищої освіти, у 1980—1982 роках проходив строкову службу в Радянській Армії в інженерно-технічному складі військово-повітряних сил на авіаційній базі в м. Старокостянтинів Хмельницької області. Старший лейтенант-інженер (1982).
Після служби в армії повернувся до Краматорська.
У 1982—1983 роках працював інженером відділу автоматизованих систем управління (АСУ) Науково-дослідного і проектно-технологічного інституту машинобудування (НДІПТМаш).
У 1983—1984 роках — контролером відділу технічного контролю Краматорського заводу важкого верстатобудування ім. В. Я. Чубаря (рос. — КЗТС).
У 1984—1991 роках працював на інженерних посадах у Спеціальному проектно-конструкторському та технологічному бюро з модернізації та технології ремонту обладнання (СПКТБ) «Енергомашремонт»: інженер-конструктор ІІІ категорії, ст. математик, провідний інженер, провідний конструктор, завідувач сектору, провідний інженер-програміст.

### Громадсько-політична діяльність (1985—1990)
Обирався депутатом Біленьківської селищної ради (1985—1987), заступником голови Ради трудового колективу (РТК) СПКТБ «Енергомашремонт» (1988—1991).
У 1989—1990 рр. працював за сумісництвом помічником народного депутата СРСР.
У грудні 1988 р. разом з двома колегами з РТК СПКТБ «Енергомашремонт» створив у м. Краматорськ неформальну громадську організацію з метою сприяння демократизації політичного та суспільного життя, яка незабаром отримала назву «Ініціативна група на підтримку перебудови». За кілька місяців до складу Ініціативної групи (ІГ) увійшли кілька десятків демократично налаштованих інтелігентів та робітників з міст Краматорськ та Слов'янськ.
Члени та прихильники ІГ взяли активну участь у перших демократичних виборах в СРСР — виборах народних депутатів навесні 1989 р. (територіальний виборчий округ включав міста Краматорськ та Слов'янськ), сприяли висуванню незалежного кандидата — викладача Краматорського індустріального інституту Карасьова В. І. Однак контрольовані Компартією окружні виборчі збори включили до виборчого бюлетеня лише двох кандидатів, погоджених міськкомами КПРС міст Краматорськ та Слов'янськ.
Члени ІГ розгорнули агітаційну кампанію за бойкот таких недемократичних виборів, закликаючи громадян голосувати проти обох компартійних кандидатів. В результаті під час голосування в березні 1989 р. жоден з двох кандидатів не набрав необхідної більшості голосів, внаслідок чого в окрузі були призначені повторні вибори.
Під час передвиборної агітації на повторних виборах члени ІГ провели ще більш активну кампанію. Зокрема, у квітні 1989 р. ІГ провела у м. Краматорськ перший демократичний мітинг, в якому взяли участь близько 5 тис. жителів міста. У травні 1989 р. Карасьова В. І. було обрано народним депутатом СРСР абсолютною більшістю голосів виборців міст Краматорськ та Слов'янськ.

### Народний депутат України (1990—2002)
У березні 1990 р. Шеховцов О. Д. був обраний від м. Краматорськ народним депутатом України та одночасно депутатом Краматорської міськради (1990—1994). Очолював у міськраді опозиційний «Демблок», до якого входило близько 40 депутатів зі 150.
Протягом 1990—1991 років поєднував здійснення повноважень народного депутата України з роботою в СПКТБ «Енергомашремонт». З початку 1992 р. — на постійній роботі у Верховній Раді України. Член Постійної комісії Верховної Ради України з питань боротьби із злочинністю (1990—1991); член Постійної комісії з питань законодавства і законності (1992—1994).
У березні 1994 р. в своєму територіальному окрузі в м. Краматорськ обраний народним депутатом України ІІ скликання, у березні 1998 р. там же обраний депутатом ІІІ скликання. Член Комітету з питань бюджету Верховної Ради України (1994—2000); член Комітету з питань правової політики (з 2000 р. до закінчення депутатських повноважень у травні 2002 р.).
Балотувався до Верховної Ради України IV скликання від Краматорського округу (березень 2002 р.), але депутатом був обраний директор Ново-Краматорського машинобудівного заводу (НКМЗ) Георгій Скудар (Партія регіонів).
У Верховній Раді України І скликання входив до складу опозиційної Народної Ради (травень 1990 р. — вересень 1991 р.), депутатської групи Партії демократичного відродження України (ПДВУ). У парламенті ІІ скликання нетривалий час — член депутатської групи «Реформи», потім позафракційний. У парламенті ІІІ скликання член депутатської фракції ВО «Громада» (травень 1998 р. — лютий 1999 р.), позафракційний, член фракції Соціалістичної партії України (з грудня 1999 р. до закінчення депутатських повноважень).
На виборах президента України 1999 року — довірена особа, начальник виборчого штабу кандидата в президенти Олександра Мороза в м. Краматорськ.
У 2001—2002 роках — заступник голови Тимчасової слідчої комісії Верховної Ради України ІІІ скликання з розслідування причин та обставин вбивства журналіста Ігоря Александрова в м. Слов'янськ Донецької обл. У 2001—2008 роках неодноразово виступав у ЗМІ з викриттям фальшування версії слідства, за якою було незаконно обвинувачено у вчиненні цього злочину Юрія Вередюка (якого виправдала судова колегія Апеляційного суду Донецької області під головуванням судді Івана Корчистого).

### Післядепутатська кар'єра та діяльність (з 2002)
По закінченні повноважень народного депутата України (травень 2002 р.) у 2002—2003 роках працював як суб'єкт підприємницької діяльності (СПД) — фізична особа з надання послуг у сфері права.
У 2003—2005 роках — заступник директора адвокатського об'єднання «Адвокатська фірма „Юридичні гарантії“», м. Київ, адвокат (з квітня 2004 р.).
Активний учасник опозиційного громадського руху «Україна без Кучми» (2000—2001), член Ради громадянської ініціативи «Форум національного порятунку». На виборах президента України 2004 року — начальник виборчого штабу кандидата в президенти О. О. Мороза у північному регіоні Донецької обл. (міста Краматорськ, Слов'янськ, Дружківка, Костянтинівка, Красний Лиман, Артемівськ та відповідні сільські райони).
З червня по листопад 2005 р. — керівник відділу управління організаційно-партійної роботи апарату Центрального виконавчого комітету Політичної партії «Народний Союз Наша Україна».
У грудні 2005 р. — радник Прем'єр-міністра України Ю. І. Єханурова.
У 2006 р. — директор Департаменту комунікацій влади та громадськості Секретаріату Кабінету Міністрів України.
З липня 2007 р. — заступник директора, керуючий партнер, партнер адвокатського об'єднання "Адвокатська фірма «Юридичні гарантії», м. Київ, адвокат.
Державний службовець першого рангу (з 14.05.2002 р.).

## Законотворча діяльність
Як народний депутат України був автором низки законодавчих ініціатив. Зокрема, у 1995—1997 роках брав активну участь у вдосконаленні системи житлових субсидій. Автор закону про «спеціальний торговий патент» — спрощену систему оподаткування, обліку та звітності суб'єктів малого та середнього бізнесу, яка застосовувалась в порядку експерименту в декількох містах України протягом 1998—2003 років.
Серед іншого, Олексій Шеховцов опікувався постраждалими від радіоактивного зараження в Краматорську. У 1993 році, завдяки його зусиллям, цих осіб на законодавчому рівні було прирівняно до постраждалих від Чорнобильської катастрофи. Однак згодом відповідна поправка була скасована через порушення регламенту.

## Видавнича діяльність
Як засновник, редактор, журналіст, видавець (на громадських засадах) протягом 1990-х — 2000-х років видавав низку незалежних некомерційних газет: — у 1990—1991 роках — першу в м. Краматорськ незалежну газету «Хроника текущих событий»; — у 1998—1999 роках — часопис «Газета» (м. Краматорськ); — у 2000—2002 роках — газету «Народна Воля» (розповсюджувалась в окремих містах та районах Донецької, Одеської, Вінницької областей); — у 2003—2004 роках — газети «Народна Воля» та «Время пик» (розповсюджувались на півночі Донецької обл. у містах Краматорськ, Слов'янськ, Дружківка, Костянтинівка, Красний Лиман, Артемівськ).
У 2017 році видав книгу «Слов'янський рахунок» про вбивство керівника слов'янської телерадіокомпанії «ТОР» Ігоря Александрова.